# Tren Ligero Hudson–Bergen
El Tren Ligero Hudson–Bergen o Hudson–Bergen Light Rail es un sistema de tren ligero que ofrece servicios en el Condado de Hudson, Nueva Jersey. Inaugurado en abril de 2000, actualmente el Tren Ligero Hudson-Bergen cuenta con 3 líneas y 24 estaciones.

## Administración
El Tren Ligero Hudson-Bergen es administrado por la URS Corp..